# Achaghi Dachaghil
Achaghi Dachaghil est un village de la région de Şəki en Azerbaïdjan.

## Géographie
Le village d'Achaghi Dachaghil de la région de Şəki est situé dans la circonscription administrative du village d'Aydinboulag.

## Économie
La principale occupation de la population du village est l'agriculture et l'élevage.

## Population
Selon les statistiques de 2009, la population du village est de 584 personnes.